# Ела Фицџералд
Ела Џејн Фицџералд (енгл. Ella Jane Fitzgerald; Њупорт Њуз, 25. април 1917 — Беверли Хилс, 15. јун 1996), била је америчка џез певачица, једна од најутицајнијих у прошлом веку. Понела је надимке и епитете: дама Ела (енг. Lady Ella), прва дама песме (енг. First Lady of Song) и краљица џеза (енг. Queen of Jazz). Са вокалним распоном од три октаве, имала је чистоћу тона, добру интонацију и велике могућности импровизације. Сматра се једном од најбољих интерпретатора Грејт Американ Сонгбука (енг. Great American Songbook). Током каријере која је трајала 59 година, освојила је 14 Гремија, добила Националну медаљу уметности од Роналда Регана и Председничку медаљу слободе од Џорџа Х. В. Буша.